# 毛俭草属
毛俭草属（学名：Mnesithea）是禾本科下的一个属，为粗壮、多年生草本植物。该属共有8种，分布于印度、马来西亚。